# Damis
Damis foi estudante e discípulo de Apolônio de Tiana ao longo da vida, seguindo o Neopitagorismo. Filósofo e professor, viveu no início do primeiro século cristão.
Tudo o que sabemos sobre Damis é que foi biógrafo de Apolônio entre 217 e 238 d.C. Alguns estudiosos acreditam que os cadernos de Damis são uma invenção de Filóstrato, outros pensam que se trata de um livro verdadeiro ou que foi forjado por outra pessoa e usada por Filóstrato e apontam que Damis jamais existiu.
Apolônio teria conhecido Damis na "cidade santa" localizada em umaparte da Síria. Damis admirava Apolônio a tal ponto que tornou-se seu discípulo e manteve um registro de ações e palavras de Apolônio, os chamados memoriais (ou diário) de Damis. Estas notas passaram para a posse da imperatriz Julia Domna, e foi ela quem ordenou que Filóstrato escrevesse a biografia de Apolônio pelo que o próprio Filóstrato afirmava.
Damis também era um nome muito comum para pastores da Arcádia.